# Sinoamaurobius songi
Espèce
Synonymes
- Amaurobius songi Zhang, Wang & Zhang, 2018

Sinoamaurobius songi est une espèce d'araignées aranéomorphes de la famille des Amaurobiidae.

## Distribution
Cette espèce est endémique du Sichuan en Chine,. Elle se rencontre dans la réserve naturelle provinciale d'Anzihe.

## Description
Le mâle holotype mesure 4,09 mm et la femelle paratype 4,54 mm, les mâles mesurent de 3,90 à 4,54 mm et les femelles de 3,63 à 4,54 mm.

## Systématique et taxinomie
Cette espèce a été décrite sous le protonyme Amaurobius songi par Zhang, Wang et Zhang en 2018. Elle est placée dans le genre Sinoamaurobius par Kong, Mu, Zhu, Lu, Zhang et Wang en 2025.

## Étymologie
Cette espèce est nommée en l'honneur de Da-xiang Song.

## Publication originale
- Zhang, Wang & Zhang, 2018 : « The first record of Amaurobius C.L. Koch, 1837 (Araneae, Amaurobiidae) from China, with description of two new species. » Zootaxa, no 4402(2), p. 363-372.